# Avmaskning (textil)
Avmaskning är en teknik för avslutning av stickade eller virkade textilarbeten. Avslutningar kan virkas, stickas eller sys.